# Mayra Montero
Mayra Montero (L'Havana, Cuba (1952) és una escriptora portoriquenya nascuda a Cuba. Es va mudar a Puerto Rico quan era adolescent, i es considera a si mateixa cubana-portoriquenya.

## Biografia
És la filla de Manuel Montero, un escriptor i caricaturista de gran èxit cubà que va fer la seva carrera tant a Cuba com a Puerto Rico, on ell i la seva família es van traslladar quan Mayra era una noieta. Manuel, el nom de ploma del qual era "Membrillo", va obtenir el seu major èxit interpretant "Ñico Fernández", un personatge còmic a la televisió portoriquenya. Aquest personatge era un immigrant cubà amb l'hàbit d'usar hipèrbola per descriure la seva pàtria i totes les coses cubanes.
Mayra va estudiar periodisme a Mèxic i Puerto Rico i va treballar durant molts anys com a corresponsal a Amèrica Central i al Carib. A la dècada de 1980 va ser redactora de pàgines editorials del periòdic d'actualitat El Mundo. Actualment és una periodista molt aclamada a Puerto Rico i escriu una columna setmanal "Antes que llegue el lunes" al diari El Nuevo Dia.
Actualment està lluitant contra el càncer, però continua amb una vida professional activa.
Destacada en la narrativa, amb una àmplia diversitat de temes, com la música, les religions afrocaribenyes i el erotisme. És considerada una de les màximes exponents de la literatura del Carib. A més, diverses de les seves novel·las han estat traduïdes a nombrosos idiomes. En 2000 va guanyar el premi La Sonrisa Vertical amb Púrpura profundo.
Darrerament, Mayra Montero va brindar el seu suport i es va unir a l'àmplia llista de prominents figures d'Amèrica Llatina que han manifestat el seu suport a la independència de Puerto Rico a través de la seva adhesió a la Proclama de Panamà aprovada per unanimitat en el Congrés Llatinoamericà i Del Carib per la Independència de Puerto Rico celebrat a Panamà al novembre passat.
Entre aquests autors que van donar el seu suport inequívoc al dret de Puerto Rico a exercir el seu dret a la plena descolonització i lliure determinació, es troben les següents figures el reconeixement de les quals és de talla mundial: Pablo Armando Fernández, Gabriel García Márquez, Ernesto Sábato, Eduardo Galeano, Thiago de Mello, Mario Benedetti, Frei Betto, Carlos Monsiváis, Jorge Enrique Adoum, Ana Lydia Vega i Luis Rafael Sánchez.
El 19 de novembre de 2010, en el seu discurs d'acceptació del seu doctorat Honoris causa de la Universitat de Puerto Rico, recinte d'Arecibo. va expressar la seva oposició a la implantació d'una quota de $800 als estudiants d'aquesta universitat. Va compartir el reconeixement amb els estudiants i amb els membres de la comunitat universitària i va expressar que “No seria responsable ni conseqüent de la meva part ignorar en un dia com avui, el moment difícil que travessa la institució que ens fa doctores. No mereixeria jo aquest doctorat, si no abracés amb ell als professors, als estudiants, al personal no docent i a l'edifici moral que sustenta nostra més alta institució educativa. No seria jo qui sóc, si no digués que el doctorat, l'honor i la causa és d'ells, dels quals saben defensar-la”.

## Obres
- El dragón dormido (2014) Premi Barco de Vapor.[9]
- Viaje a la Isla Mona (2008) Premi Barco de Vapor.
- Son de Almendra (Barcelone, 2005)
- El capitán de los dormidos (Barcelona, 2002)
- Vana ilusión, 2002
- Púrpura profundo (Barcelona, 2000),
- Como un mensajero tuyo (Barcelona, 1998)
- Tú, la oscuridad (Barcelona, 1995)
- Del rojo de su sombra, 1993
- ' La última noche que pasé contigo (Barcelona, 1991),
- La trenza de la hermosa Luna (Barcelona, 1987),
- Veintitrés y una tortuga